# Taiyuan

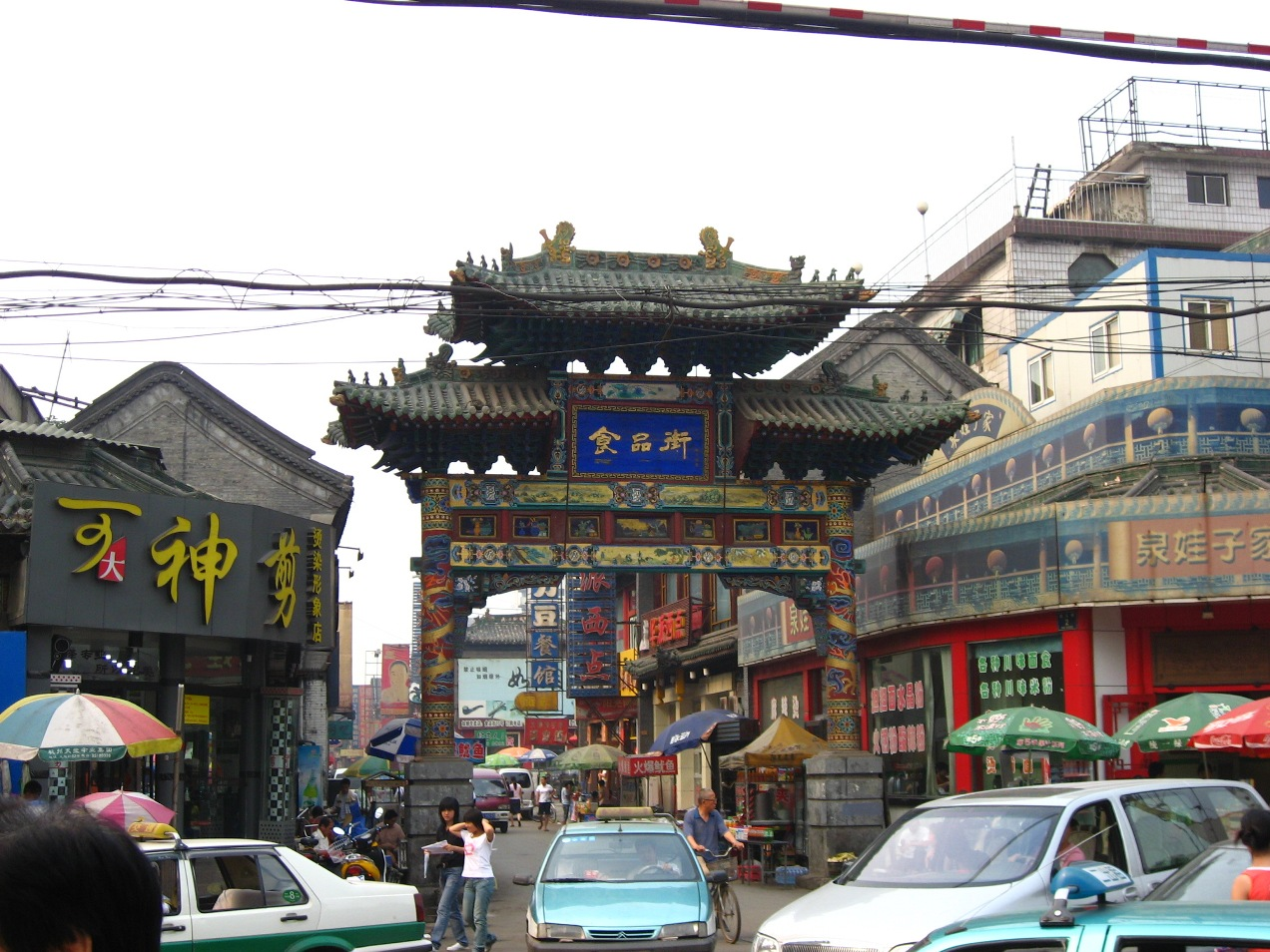
Taiuã

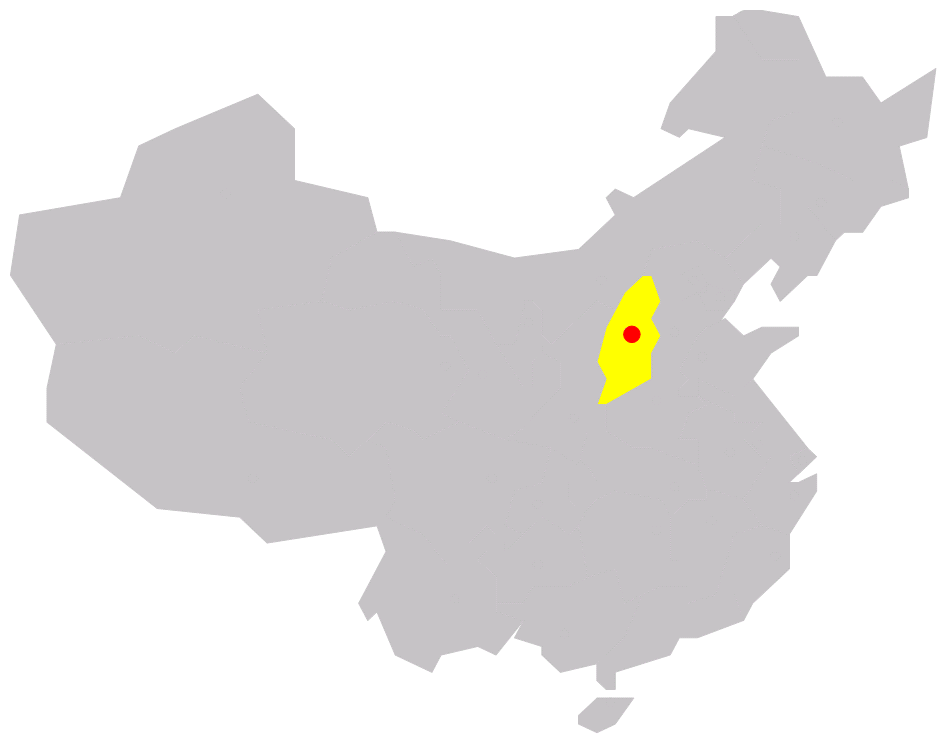
Localização de Taiuã na China

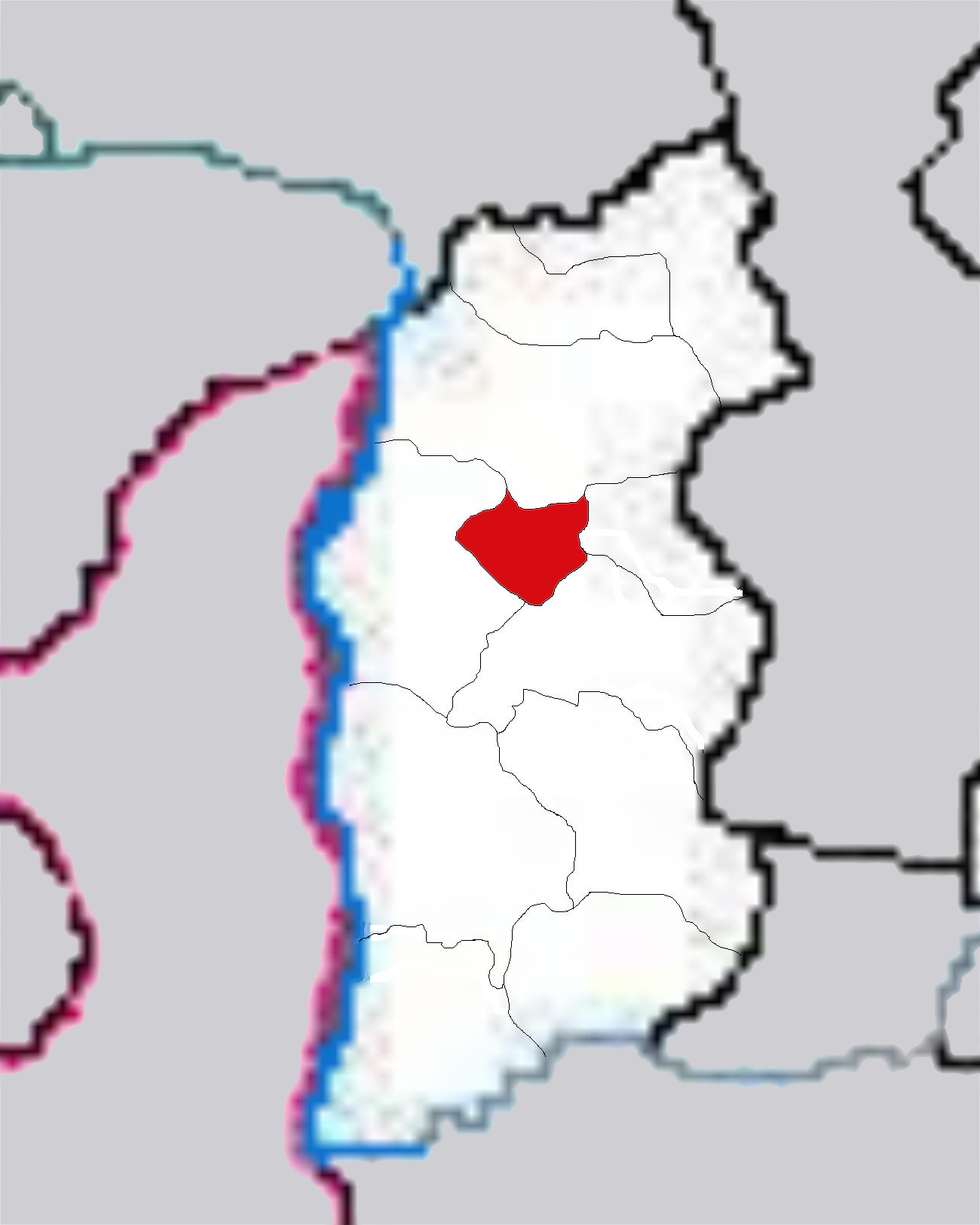
Localização de Taiuã na Xanxim

Taiuã ou Taiyuan (em chinês: 太原; romaniz.: Tàiyuán (pinyin)) é uma cidade da China, capital da província de Xanxim. Tem cerca de 4.3 milhões de habitantes. Foi anteriormente conhecida por Yanggu.

## Subdivisões
|                         | Chinês   | Área (km²) | População |
| ----------------------- | -------- | ---------- | --------- |
| Distritos               |          |            |           |
| Distrito de Jiancaoping | 尖草坪区 | 286        | 330 000   |
| Distrito de Jinyuan     | 晋源区   | 287        | 180 000   |
| Distrito de Wanbailin   | 万柏林区 | 305        | 500 000   |
| Distrito de Xiaodian    | 小店区   | 295        | 470 000   |
| Distrito de Xinghualing | 杏花岭区 | 170        | 530 000   |
| Distrito de Yingze      | 迎泽区   | 117        | 490 000   |
| Cidade                  |          |            |           |
| Cidade de Gujiao        | 古交市   | 1 540      | 210 000   |
| Condados                |          |            |           |
| Condado de Loufan       | 娄烦县   | 1 290      | 120 000   |
| Condado de Qingxu       | 清徐县   | 607        | 300 000   |
| Condado de Yangqu       | 阳曲县   | 2 062      | 140 000   |

## Cidades irmãs
As cidades irmãs de Taiyuan são:
- Saint-Denis, França (2012)